# 江卓儀
江卓儀 （英語：Sonia Kong，1987年1月12日—），前香港女子沙灘排球代表，兼任now寬頻電視沙灘排球評述員及足球節目主持、平面模特兒，亦曾任職醫院護士。現於東華三院吳祥川紀念中學當教練

## 簡歷
江卓儀小學就讀於中華傳道會呂明才小學（1999年），中學就讀於保良局羅傑承（一九八三）中學(原名：保良局八三年總理中學)，於香港理工大學護理系畢業。小學五年級暑假曾參加麥當勞青少年足球訓練，同年開始參與排球運動，中三加入青年軍。16歲時在謝穎紅的邀請下從室內排球轉打沙灘排球，並與謝穎紅拍檔參賽，其教練為香港培正中學體育部主任鄭景亮。二人組合其後曾兩度代表香港參加亞運會、2008年世界錦標賽、又曾於亞洲巡迴賽取得第七名，並於2010年6月土耳其舉行的世界大學生沙排錦標賽中取得第九名，是參賽之亞洲隊伍中的最佳成績。
大學畢業後曾於屯門醫院任全職護士，2010年為備戰廣州亞運會轉為兼職，2015年更辭去護士一職，成為全職運動員。
在運動場以外，江卓儀於2007年加入now寬頻電視，兼任沙灘排球評述員及英格蘭超級聯賽主持，其後任香港甲組足球聯賽節目主持。2022年退役後成為香港電台節目《精靈一點》客席主持。

## 參賽成績
- 葵青區排球賽冠軍
- 2004年 全中國中學沙灘排球錦標賽 冠軍
- 2005年 全中國中學沙灘排球錦標賽 冠軍
- 2006年 多哈亞運會 第9名
- 2008年 世界大學生沙灘排球錦標賽
- 2008年 峇里第一屆亞洲沙灘排球錦標賽
- 2010年 世界大學生沙灘排球錦標賽 第9名
- 2010年 廣州亞運會

## 資料來源
1. ↑  黎子健、林泳珊. 青春火花 香港沙灘排球代表隊隊員江卓儀 （页面存档备份，存于） . 《青意》 （保良局八三年總理中學學生報）. 2008，（第24期）: 2
2. ↑  . 運動版圖. 2010-08. （原始内容存档于2010-09-09）.
3. ↑  . 蘋果日報. 2009-12-05  [2016-07-30]. （原始内容存档于2016-08-17） （中文（繁體））.
4. ↑  . 蘋果日報. 2011-03-17  [2016-07-30]. （原始内容存档于2016-10-17） （中文（繁體））.
5. ↑  . 《體路》（Sportsroad）. 2014-10-25  [2016-07-30] （中文（繁體））. ……以及香港沙灘排球代表隊總教練鄭景亮出席……
6. ↑  . 東方日報. 2010-07-26  [2016-07-30]. （原始内容存档于2019-12-29） （中文（繁體））.
7. ↑  . sina全球新聞. 2010-10-24  [2016-07-30]. （原始内容存档于2016-08-19） （中文（香港））. ……為一圓亞運和奧運夢，畢業於理大護理系的Sonia毅然放棄屯門醫院的全職護士工作……
8. ↑  劉家朗. . 香港01. 2017-04-30. （原始内容存档于2020-08-05）.

## 外部連結
- 江卓儀的Facebook專頁
- 江卓儀的Instagram帳戶